# Lonely Day
«Lonely Day» es el segundo sencillo del álbum Hypnotize (2005) de la banda System of a Down. La canción fue escrita por el guitarrista Daron Malakian, que también proporciona la voz principal de la pista. Este fue el último sencillo de System of a Down durante 15 años, hasta que lanzaron dos nuevas canciones ("Protect the Land" y "Genocidal Humanoidz") en 2020.
"Lonely Day" es una poderosa balada con letras melancólicas y con uno de los solos de guitarra más complejos de System of a Down (el trabajo de guitarra se asemeja a la de The animals "House of the Rising Sun"). Sin embargo, ha sido criticado por Pitchfork Media por sus letras, en particular el hecho de que la canción utiliza el doble superlativo "most loneliest" (el más solitario).
El vídeo musical contiene escenas de la banda en un autocar de turismo y muchas de las cosas que se ven incendiándose, posiblemente representa la soledad. Otra interpretación es que el fuego representa escenas de Irak con los edificios en llamas de los bombardeos, y la vida pasa normal, mientras se ve la destrucción de la ciudad que está sucediendo en el fondo. Otra interpretación proviene de la última línea "It's the day that I'm glad I survived" (Es el día en que me alegro de haber sobrevivido), que llevó a algunos fanes creer que la canción era acerca de los sucesos de los Atentados del 11 de septiembre de 2001 o el genocidio armenio. En unos 50 segundos hay una escena que puede ser vista como un reflejo en un cristal, este arte se reproduce en la portada del álbum Wish You Were Here de Pink Floyd en el que dos hombres, uno de ellos en el fuego, se puede ver dándose la mano.
Se rumorea que la razón de todos los incendios aparecidos en el vídeo es por el hermano de Daron que murió en un incendio. Esto no es verdad, ya que Daron es hijo único.
La canción termina de la misma manera que "Soldier Side - Intro", la primera canción en Mezmerize. Que continua en la próxima (y última) canción de Hypnotize es "Soldier Side". 
La canción recibió una nominación a la Mejor Interpretación de Hard Rock en la 49 ª anual de los premios Grammy.
La canción se utiliza en un tráiler de la película Disturbia, y también se puede escuchar en la propia película. Es una de las canciones más reconocibles en la película. 
El maxisencillo tiene varias características previamente liberando las caras B y pistas de la compilación. El video musical de "Lonely Day" también se incluyó en la sección de datos del CD. 
"Lonely Day" aparece originalmente en Hypnotize. 
"Shame on a Nigga", originalmente aparece en la compilación, Loud Rocks. 
"Snowblind" originalmente aparece en la compilación: Nativity in Black II: A Tribute to Black Sabbath.
"Metro" aparece originalmente en la banda sonora de 2000, Drácula. También aparece en la banda sonora no es otra estúpida película americana y en varios sencillos de "toxicity" (CD2 Reino Unido y 7 "Singles). 
"Marmalade" aparece originalmente en la edición japonesa de System of a Down. También aparece en la película Strangeland y en varios sencillos de "toxicity"(CD2 Reino Unido, 7 "y el maxisencillo).

## Lista de canciones

### Sencillo
| N.º | Título       | Escritor(es) | Duración |  |
| 1.  | «Lonely Day» | D. Malakian  | 2:47     |  |

### Maxisencillo
| N.º | Título                                  | Escritor(es)                                                                              | Duración |  |
| 1.  | «Lonely Day»                            | Daron Malakian                                                                            | 2:48     |  |
| 2.  | «Shame» (Wu-Tang Clan cover, feat. RZA) | Ghostface Killah, GZA, U-God, Inspectah Deck, Ol' Dirty Bastard, RZA, Method Man, Raekwon | 2:41     |  |
| 3.  | «Snowblind» (Black Sabbath cover)       | Ozzy Osbourne, Tony Iommi, Geezer Butler, Bill Ward                                       | 4:40     |  |
| 4.  | «Metro» (Berlin cover)                  | John Crawford                                                                             | 2:59     |  |
| 5.  | «Marmalade»                             | Serj Tankian (lyrics), Malakian (music)                                                   | 3:01     |  |
| 6.  | «Lonely Day» (video CD extra)           |                                                                                           | 2:57     |  |